# Ctenoplusia laqueta
Ctenoplusia laqueta là một loài bướm đêm trong họ Noctuidae.